# SoundCloud
Soundcloud (Eigenschreibweise SoundCloud) ist ein Online-Musikdienst zum Austausch und zur Distribution von Audiodateien. Er dient als Kooperations- und Werbeplattform für Musiker.

## Geschichte

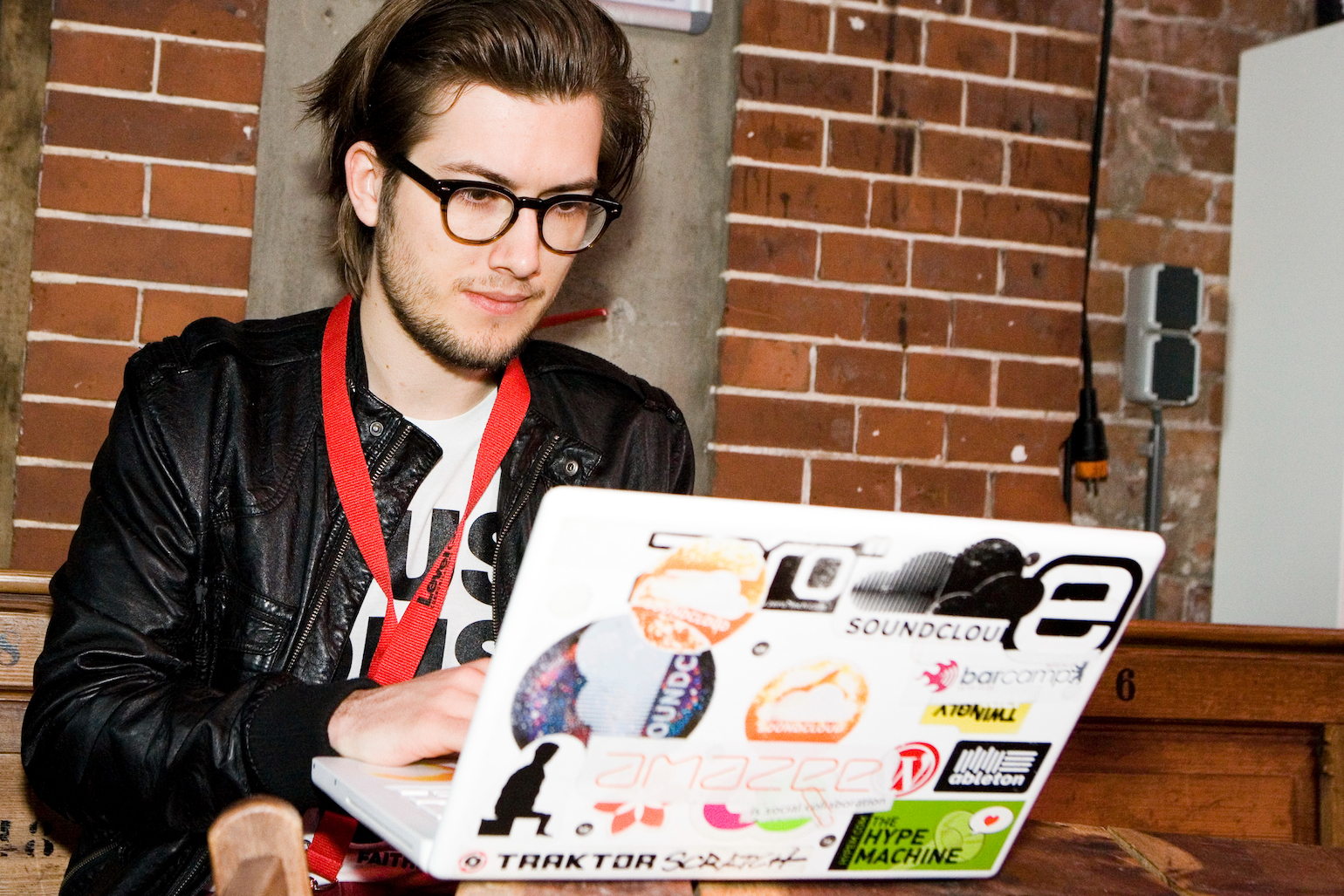
Alexander Ljung (2009)

Nach ersten Anfängen in Stockholm starteten der Audio-Designer Alexander Ljung und der Musiker Eric Wahlforss alias Forss zusammen mit dem Musikproduzenten Chris Zippel als Geldgeber das Soundcloud-Projekt im August 2007 in Berlin. Es sollte Musikern einen Austausch von Aufnahmen ermöglichen. Bald entwickelte sich Soundcloud zu einer Plattform, die weltweit ohne Anmeldeprozedere jedem Internetnutzer zur Verfügung steht.
Schon nach ein paar Monaten begann Soundcloud mit Myspace zu konkurrieren, da es den Künstlern eine schnellere Kommunikation mit den Fans erlaubte.
2009 sagte der Mitgründer Alexander Ljung in einem Interview mit Wired:

“We both came from backgrounds connected to music, and it was just really, really annoying for us to collaborate with people on music — I mean simple collaboration, just sending tracks to other people in a private setting, getting some feedback from them, and having a conversation about that piece of music. In the same way that we’d be using Flickr for our photos, and Vimeo for our videos, we didn’t have that kind of platform for our music.”

„Wir haben uns beide in der Vergangenheit mit Musik beschäftigt, und die musikalische Zusammenarbeit mit anderen Leuten war einfach extrem nervig für uns – ich meine eine einfache Zusammenarbeit, einfach Stücke an Leute in einem privaten Umfeld schicken zu können, Rückmeldungen von ihnen zu bekommen und ein Gespräch über dieses Musikstück zu führen. In der gleichen Weise wie wir Flickr für unsere Fotos und Vimeo für unsere Videos nutzen, hatten wir keine Plattform dieser Art für unsere Musik.“

Im April 2009 investierte Doughty Hanson Technology Ventures 2,5 Millionen Euro in Soundcloud. Im Mai 2010 gab Soundcloud an, eine Million Benutzer zu haben. Im Januar 2011 wurde eine weitere Finanzierungsrunde in Höhe von 10 Millionen US-Dollar durch Union Square Ventures und Index Ventures bestätigt. Im Monat darauf soll die Plattform drei Millionen Nutzer verzeichnet haben. Im Juni 2011 verkündete das Unternehmen, auf fünf Millionen Nutzer gewachsen zu sein und weitere Investitionsgelder von Ashton Kutchers und Guy Osearys A-Grade Fund erhalten zu haben.
Im Januar 2012 lag die Nutzerzahl bei 10 Millionen. Im selben Monat erhielt das Unternehmen eine weitere Finanzierung in Höhe von 50 Millionen US-Dollar von den kalifornischen Investmentfirmen Kleiner Perkins Caufield & Byers und GGV Capital. Im Gegenzug räumte das Startup der Finanzanalystin Mary Meeker einen Beobachterposten im Soundcloud-Vorstand ein.
Im August 2012 wurde Soundcloud in Berlin vom Weltwirtschaftsforum zu den Technology Pioneers 2013 gewählt.
2012 gilt Soundcloud als ein wichtiger Knotenpunkt für den musikalischen Austausch im Netz.
Ab 2012 wurde die Service-Monitoring-Software Prometheus entwickelt, da die vorhandenen Metriken und Überwachungslösungen StatsD und Graphite bei Soundcloud nicht für die Anforderungen ausreichten.
Twitter verkündete im März 2013 mit Soundcloud und iTunes, seine Musikapp bauen zu wollen. Zu dieser Zusammenarbeit kam es allerdings nicht. Ein Grund hierfür sollen fehlende Abkommen mit Musiklabels für lizenzierte Titel gewesen sein. Im April 2013 wurden Alexander Ljung und Eric Wahlforss von Soundcloud in Amsterdam mit dem „Europioneer Award“ als Unternehmer des Jahres von der Europäischen Kommission ausgezeichnet. Im Juli 2013 verzeichnete der Musikdienst 40 Millionen Nutzer, die Hälfte davon nutzte den Dienst monatlich.
Januar 2014 wurde eine weitere Finanzierungsrunde in Höhe von 60 Millionen US-Dollar bei einer Bewertung von 700 Millionen US-Dollar bekanntgegeben. Diese Gelder sollten für das Zustandekommen des Vertrags mit den Musiklabels eingesetzt werden. Im Mai desselben Jahres soll sich Twitter dann für den Kauf des Unternehmens zum Preis von zwei Milliarden US-Dollar interessiert haben. Der Kauf kam nicht zustande.
Von 2014 bis 2016 erreichte Soundcloud mit verschiedenen Labels, unter anderem dem Merlin Network und der Universal Music Group und Sony Music Entertainment, Lizenzabkommen. Im März 2016 startete Soundcloud seinen Bezahldienst.
Im Juni 2016 investierte Twitter Ventures 66,4 Millionen US-Dollar im Rahmen einer 100 Millionen US-Dollar-Finanzierungsrunde in das Unternehmen. Ebenfalls 2016 wurde bekannt, dass Spotify von Plänen einer Übernahme von Soundcloud nach ausgiebigen Verhandlungen Abstand nahm.
Seit Dezember 2016 werden bei Soundcloud zwischen den Liedern Werbespots abgespielt, wenn der Benutzer nicht das kostenpflichtige Abo abgeschlossen hat.
Im Juli 2017 entließ Soundcloud 173 Mitarbeiter, um „seinen Weg zum langfristigen und unabhängigen Erfolg zu gewährleisten“. Die Entlassungen betrafen etwa 40 Prozent der 420 Mitarbeiter, die Büros in San Francisco und London wurden geschlossen.
Die Handelsbank Raine Group und die in Singapur ansässige Investmentfirma Temasek führten im August 2017 eine Finanzierungsrunde von 169,5 Millionen US-Dollar an, um Soundcloud mit dringend benötigter frischer Liquidität zu versorgen. Gleichzeitig wurde der frühere Vimeo CEO Kerry Trainor als Nachfolger von Gründer Alex Ljung als Geschäftsführer angekündigt und Michael Weissman (ebenfalls zuvor bei Vimeo) als Chief Operating Officer (COO).
Ende 2017 enthielt das Archiv von Soundcloud rund 120 Millionen von Nutzern hochgeladene Musik- und Audio-Tracks.
Anfang 2019 trat Eric Wahlforss von seiner Aufgabe als Chief Product Officer (CPO) zurück, um bei Soundcloud nur noch als Berater tätig zu sein. Zugleich bezeichnete er das neue Team als „stärker als je zuvor“.
Die Website wird in Kirgisistan blockiert, weil sie aufgrund einer Gerichtsentscheidung vom Oktober 2017 extremistisch sei.
Im Januar 2020 wird bekannt, dass Sirius XM 75 Millionen US-Dollar in Soundcloud investiert.

## Unternehmen
Die SoundCloud Holdings GmbH mit Sitz in Berlin ist eine 100%ige Tochtergesellschaft der SoundCloud Holdings II Limited mit Sitz auf den Cayman Islands. Sie dient als Holdinggesellschaft des Konzerns. Die wichtigste operative Gesellschaft ist die SoundCloud Global Limited & Co KG.
Das Geschäft unterteilt sich in die Geschäftsfelder:
- Fans (Aktivitäten mit dem Fokus auf die Hörerschaft)
- Creator (Tätigkeiten mit dem Fokus auf die Erhöhung aktiver Creators)
- Roster (Rundumservice für erfolgreiche, aufstrebende Künstler)[33]

## Funktionen
Mit Soundcloud können Musiker ihre Stücke zum Herunterladen anbieten und in Websites einbetten. Die Audio-Dateien werden bei Soundcloud grafisch in Waveform angezeigt. Auf einer Kommentarleiste können Nutzer ihre eigenen Tracks oder die anderer Nutzer kommentieren.
Mit sogenannten Widgets und Apps wird Nutzern angeboten, die Musik auf ihren Webseiten anzuzeigen. Es besteht die Möglichkeit, neue Musikstücke automatisch per Twitter zu bewerben (falls sie ein Twitter-Nutzerkonto haben). Über eine Programmierschnittstelle können mittels anderer Programme oder auch Mobilgeräten Musikdateien hoch- und heruntergeladen werden. Die Programmierschnittstelle wurde bereits in mehrere Programme integriert, so auch in die Pro-Version von PreSonus Studio One, Logic Pro X und Cubase 6.5.
Es gibt eine Reihe von Web-Playern, die auf das Angebot von Soundcloud zugreifen. Die maximale Uploadgröße für Dateien liegt bei 4 GB; Dateien länger als 6 Stunden und 45 Minuten können von Soundcloud nicht verarbeitet werden.  Die von Soundcloud unterstützten Dateiformate sind AIFF, WAVE (WAV), FLAC, ALAC, Ogg, MP2, MP3, AAC, AMR und WMA. Die Dateien werden für das Streaming in das MP3-Format mit 128 kBit/s transkodiert, können vom Nutzer aber auch im ursprünglichen Upload-Format heruntergeladen werden, falls der Ersteller dies freigibt. Mit dem kostenlosen Basisangebot kann man bis zu drei Stunden Musik hochladen. Zwei verschiedene Bezahlangebote (Pro und Pro Unlimited) ermöglichen die Erweiterung auf sechs Stunden oder unbegrenzt Musik hochzuladen.

## Bezahlabos

### Soundcloud Pro
Unter dem Namen Soundcloud Pro bietet Soundcloud einen Premiumdienst für Musiker an. Soundcloud Pro erlaubt Benutzern bis zu 6 Stunden Musik hochzuladen und bietet zusätzliche Funktionen wie z. B. erweiterte Analysefunktionen an oder das Abschalten von Kommentaren zu Musikstücken. Das Angebot Unlimited erlaubt das unbegrenzte Hochladen von Musik.

### Soundcloud Go
Am 29. März 2016 stellte Soundcloud ihr Soundcloud Go Angebot vor, einen abobasierten Musikstreamingdienst; der Dienst ist werbefrei, hat einen „Offline-Modus“ und bietet neben den von Usern erstellten und hochgeladenen Musikstücken lizenzierte Musik der Majorlabels an. Mitgründer Eric Wahlforss sagte, dass dies Soundcloud Go hilft, sich von anderen Musikstreamingdiensten wie Spotify und Apple Music zu unterscheiden, da es technisch gesehen eine größere Auswahl an unterschiedlichen Liedern habe als die Konkurrenz. The Verge hat allerdings herausgefunden, dass die Musikbibliothek des Dienstes ohne den Upload der Benutzer kleiner ist als die der nächsten Konkurrenten.
Der Dienst hat ursprünglich US$10 pro Monat gekostet. Am 28. Februar 2017 änderte Soundcloud den Namen von Go in Soundcloud Go+ und bot ein zusätzliches Modell Soundcloud Go für US$5 pro Monat an, das nicht die lizenzierte Musikbibliothek beinhaltet, aber immer noch werbefrei ist und den „Offline-Modus“ beinhaltet.

### Soundcloud Premier
Seit Oktober 2018 können Abonnenten von Pro and Pro Unlimited sich mit dem Dienst Soundcloud Premier für das Streaming ihrer Musik von Soundcloud bezahlen lassen. Diese Möglichkeit bestand zu diesem Zeitpunkt zwar bereits seit vier Jahren, hatte jedoch bis dahin eine Einladung seitens Soundcloud vorausgesetzt. Die Abonnenten erhalten zugleich Statistiken über ihr Publikum. Seit Februar 2019 können sich Abonnenten mittels Soundcloud Premier gleichzeitig bei anderen großen Musikstreamingdiensten bezahlen lassen. Soundcloud hat erklärt, dass diese Zahlungen ohne Abschlag an den Abonnenten weitergeleitet werden.